# Network Admission Control
Network Admission Control (NAC) se réfère à la version de Cisco de Network Access Control, qui permet de restreindre l'accès à un réseau informatique. Lorsqu'un équipement réseau est configuré avec NAC, il peut forcer l'utilisateur ou la machine à s'authentifier afin d'obtenir un accès au réseau.